# Велетово (Босния и Герцеговина)
Велетово (серб. Велетово / Veletovo) — село в общине Вишеград Республики Сербской Боснии и Герцеговины. Население составляет 32 человека по переписи 2013 года.

## История
В декабре 1945 — январе 1946 годов в землянке в селе скрывался от югославских спецслужб лидер четников Дража Михаилович. После обнаружения убежища между четниками и сотрудниками спецслужб завязалась перестрелка, в ходе которой были убиты двое человек, а Михаилович успел покинуть убежище.